# Charles Thomas Clough
Charles Thomas Clough (* 23. Dezember 1852 in Huddersfield; † 27. August 1916 in Edinburgh) war ein britischer Geologe.
Charles Thomas Clough, Sohn des Anwalts Thomas William Clough, besuchte von 1867 bis 1871 die Rugby School und studierte von 1871 bis 1875 Naturwissenschaften am St John’s College in Cambridge. Seit 1875 arbeitete er für den Geological Survey, zunächst als Assistenz-Geologe. Zunächst arbeitete er im Norden Englands. 1884 wurde er nach Schottland versetzt, wo er für seine Arbeit in den nordwestlichen Highlands und auf den Hebriden bekannt wurde. 1896 wurde er zum Geologen befördert und 1902 zum Distrikt-Geologen.
1906 verlieh die Geological Society of London ihm die Murchison-Medaille.
Am 24. August 1916 wurde Clough bei der Untersuchung von Steinen in einem engen Bahneinschnitt in West Lothian von einer Eisenbahn erfasst und starb drei Tage später an seinen Verletzungen. Kurz vor seinem Tod am 6. März 1916 wurde er zum Fellow der Royal Society of Edinburgh gewählt.
Die Edinburgh Geological Society verleiht ihm zu Ehren jährlich die Clough Medal und alle zwei Jahre den Clough Memorial Award.

## Veröffentlichungen
- The Economic Geology of the Central Coalfield of Scotland; 1917; mit Lionel Wordsworth Hinxman, Colin Bassett Crampton, Ernst M. Anderson vom Geological Survey of Great Britain
- The Geology of the Neighbourhood of Edinburgh. Second edition
- The Geology of East Lothian, including parts of the Counties of Edinburgh and Berwick
- The Geology of Glenelg, Lochalsh, and South-East part of Skye